# Baszta Książęca w Tarnowie
Baszta „Książęca” w Tarnowie (Baszta „Księża”) – gotycka budowla obronna, przykład murowanej baszty wchodzącej wraz z murami obronnymi w skład systemu dawnych miejskich fortyfikacji.

## Lokalizacja
Baszta zwana „Książęcą” umiejscowiona jest przy ul. Kapitulnej 2 na tarnowskiej Starówce, po północnej stronie byłego systemu miejskich obwarowań.

## Historia

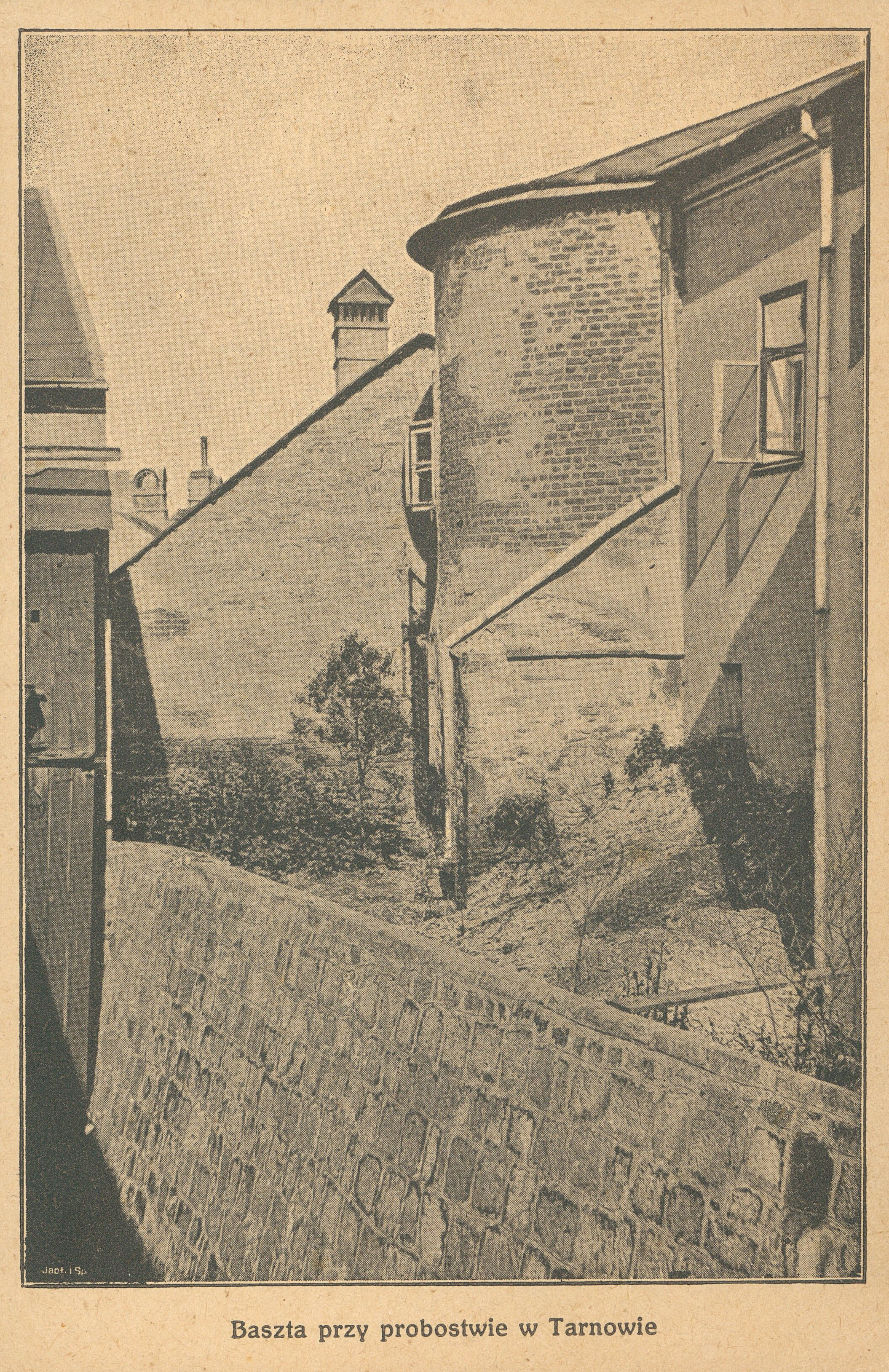
Baszta na pocztówce z lat 1915–1923

Nie ma pewności, kiedy baszta powstała. Przypuszczalnie zbudowano ją w XIV wieku, choć część publikacji stwierdza, że nie jest pierwotnym elementem systemu fortyfikacji i została wzniesiona w wieku XVI. Rozbieżność w datowaniu jej powstania wynika z występowania w niej cegły takiej samej, jakiej użyto do budowy pobliskiej XVI-wiecznej bastei. Oprócz tego, kolejnym z czynników mających datować czas powstania budynku, jest jego wygląd, podobny do wyglądu krakowskich baszt przebudowywanych na przełomie XV i XVI wieku. Twierdził tak jeden z badaczy dawnego Tarnowa, Józef Dutkiewicz, jednakże stwierdził on również później, że baszta jest wcześniejsza i została w XVI wieku tylko oblicowana.
W XVI wieku budowla być może została przebudowana: m.in. prawdopodobnie obniżono ją o jedną kondygnację. Jak podaje jedno ze źródeł, budynek wówczas stał się częścią domu prepozyta (obecnie sufraganii), przylegającego do murów obronnych.
W XIX wieku baszta została zaadaptowana na funkcje mieszkalne, a w 1966 roku użytkowna była w części w celach gospodarczych. Jej właścicielem i użytkownikiem była wówczas tarnowska kuria diecezjalna.
Budowla nie jest udostępniona dla zwiedzających, a także nie jest widoczna z żadnej z ulic, ze względu na fakt zasłonięcia jej przez inne obiekty. Dostęp do niej jest możliwy tylko za specjalnym pozwoleniem władz duchownych, które są administratorami budynku sufraganii przy ul. Kapitulnej 2.

## Architektura
Budowla jest przykładem baszty zbudowanej w stylu gotyckim z cegły ułożonej w wątku polskim, niepodpiwniczonej, mającej pierwotnie osiągać wysokość trzech nadziemnych kondygnacji, o grubości murów sięgającej do 1,8 metra w jej dolnych partiach. Baszta była wysunięta przed ścianę muru w 1/3 swojego obrysu. Pierwotnie była wyposażona w tylko dwie lub trzy strzelnice (2 umiejscowione od strony północnej, trzecią być może od zachodu), w związku z czym, ze względu na brak możliwości skutecznego skupienia siły ognia, służyła do bliskiej obrony. U dołu miała kształt nieregularnego prostokąta, wyżej przechodzący w nieregularny walec. Budynek wieńczył dach w kształcie stożka, kryty w latach 60. XX w. blachą.
Budynek ma powierzchnię użytkową liczącą 50 m², przy kubaturze sięgającej 400 m³. W budowli zachowało się pierwotne sklepienie kopulaste.
W wyniku zaadaptowania baszty do celów mieszkalnych zatraciła ona charakter budowli obronnej, m.in. jej strzelnice zostały przerobione na otwory okienne.